# Fair
Fair, antigament Finansol, és una associació francesa que té com a finalitat la promoció de l'estalvi solidari i les finances solidàries.

## Història

### Finansol
L'associació Finansol, per «Finances Solidàries» es va fundar el maig 1995 per donar resposta a la manca de projectes de finances ètiques. Per garantir que els dipòsits d'una inversió anomenada "solidària" es dirigeixin realment cap a un projecte d'utilitat social i/o ambiental, Finansol va decidir el maig de 1997 encarregar un comitè d'experts independents de la societat civil per crear el segell Finansol. El comitè defineix col·lectivament els criteris de certificació, incloses la solidaritat i la transparència, que encara formen part dels criteris actuals.
El novembre de 2003, Finansol va llançar la primera campanya regional a Provença-Alps-Costa Blava durant la Setmana de l'Estalvi Solidari. L'any 2008, aquesta operació va esdevenir nacional. L'any 2009 va canviar el seu nom per convertir-se en el «Setmana de les Finances Solidàries».
L'any 2003, Finansol va publicar el primer Baròmetre de Finances Solidàries, en col·laboració amb el diari La Croix i Ipsos.
L'any 2008, dins del marc de la "Loi des finances" Finansol va proposar fomentar l'estalvi compartit. Escoltada pels poders públics, al gener es va aprovar una modificació que atorgava un impost sobre la renda amb un tipus reduït de 5% aplicat als interessos i dividends de l'estalvi solidari compartit. El 4 d'agost d'aquell mateix any, la llei de modernització de l'economia a favor de l'estalvi solidari, en continuïtat amb la Llei Gayssot de 2003, va ampliar l'obligació de presentar almenys un fons de solidaritat, més enllà del Pla col·lectiu d'estalvi per a la jubilació i PERCOI, en tots els "Plans d'estalvi empresarial" i interempresarials. Aplicable a partir de l'1 de gener de 2010, aquesta llei va permetre que l'estalvi salarial solidari es convertís en la majoria de l'estalvi solidari de l'any 2013.
El novembre de 2010, Finansol i el diari Le Monde van col·laborar creant els "Grans premis de les finances solidàries" organitzats en col·laboració amb France Active, la Fondation Crédit Cooperatif, Carac Amundi i France 3. Organitzats durant la Setmana de Finances Solidàries, aquests premis reconeixen els emprenedors que tornen a posar les persones al centre de l'economia, segons quatre categories (activitats ecologistes, innovació social, lluita contra l'exclusió i emprenedoria als països en desenvolupament). Des de l'any 2013, els internautes poden participar atorgant el premi «Favorit del públic».
L'aprovació l'any 2014 de la llei relativa a l'economia social i solidària (ESS) perfecciona les condicions d'accés al finançament de l'estalvi solidari. Integrada històricament per associacions, mútues i cooperatives, l'ESS ha cobert des d'aleshores societats mercantils que tenen un paper d'«utilitat social». La llei renova la distinció "Empresa solidària» introduint el reconeixement d'utilitat social i ambiental amb l'acreditació «Empresa solidària d'utilitat social» (ESUS).
L'any 2015 l'associació va celebrar el seu vintè aniversari i va organitzar el Festival de Finances Solidàries. S'organitzaren activitats i tallers al voltant de les finances solidàries, així com concerts al "Cabaret Sauvage" de París.

### FAIR
El juny de 2021, l'associació Finansol i el laboratori d'innovació d'impacte (iiLab) es van fusionar per convertir-se en Fair. L'associació reuneix actors del finançament d'impacte social a França i esdevé un centre d'expertesa francès en aquest camp a nivell internacional.
A principis de 2023, Fair comptava amb més de 130 socis i prop de 20 empleats.

## Segell

### Criteris d'adjudicació
Per obtenir el segell Finansol, una inversió ha de complir dos criteris.
- Ha de finançar projectes solidaris, amb, com a mínim, del 5 al 10% dels estalvis pendents que contribueixin al finançament de l'activitat econòmica solidària en el sector de l'ocupació, l'habitatge, el medi ambient o la solidaritat internacional. O bé, com a mínim el 25% dels ingressos de l'estalvi s'abonaran en forma de donació a entitats solidàries (associacions, ONG, etc.). La donació de l'estalviador ha de ser recurrent, amb una freqüència almenys anual.[1]
- L'entitat gestora de l'estalvi ha de promoure, per la seva banda, l'estalvi solidari entre els estalviadors, almenys anualment.[1]

### Beneficis
El segell permet als estalviadors beneficiar-se d'avantatges fiscals específics, com ara de l'exempció fiscal de les donacions a organitzacions solidàries de fins a un 66%, així com una reducció del 19% al 5% del tipus fix de l'impost sobre els interessos de determinades imposicions.